# Heinrich Ernst Güte
Heinrich Ernst Güte (* 13. September 1754 in Bielefeld; † 6. Dezember 1805 in Halle (Saale)) war ein deutscher evangelischer Theologe und Pfarrer. Er war ab 1791 Professor für Theologie an der Universität Halle.

## Leben
Güte wurde als Sohn eines Gymnasiallehrers geboren. Sein Vater wurde schon kurze Zeit später Pfarrer in Ströbeck bei Halberstadt. Er unterrichtete seinen Sohn zunächst selbst. Später besuchte Heinrich Ernst die Domschule in Halberstadt, die von Christian Struensee geleitet wurde. Er eignete sich umfassendes Wissen in alten Sprachen an, auch des Hebräischen.
Ostern 1774 immatrikulierte er sich an der Theologischen Fakultät der Halleschen Universität. Einer seiner Professoren war Johann August Nösselt, dessen Lehren ihn stark beeinflussten. Später wurde er Hauslehrer bei Nösselt und gewann engen Kontakt zu dessen Familie. Bereits als Student unterrichtete er an der Schule des Waisenhauses in Halle und war als Prediger tätig. Nach Abschluss seines Studiums übernahm Güte ein Lehramt an der Halberstädter Domschule. Schon kurze Zeit später, 1778, wurde ihm die Stelle als Diakon, ab 1779 Archidiakon, an der halleschen St. Ulrichskirche übertragen. Damit verbunden war auch ein wöchentlicher Gottesdienst in der Kirche Johannes der Täufer in Diemitz bei Halle. Seine Gottesdienste waren überdurchschnittlich gut besucht. Er setzte sich für Gemeindemitglieder, die in soziale Not geraten waren, beim städtischen Almosenamt und bei der Gesellschaft freiwilliger Armenfreunde ein.
1780 erwarb er die Magisterwürde an der Theologischen Fakultät in Halle und begann, neben seinem Pfarramt, akademische Vorlesungen zu halten. 1791 wurde Güte außerordentlicher Professor für Theologie an der Universität Halle. Er unterrichtete vor allem alttestamentliche Exegese und hebräische Sprache. Güte hinterließ, aufgrund seiner Doppelbelastung, kein umfangreiches Schrifttum. Heinrich Ernst Güte starb am 6. Dezember 1805 im Alter von 51 Jahren in Halle. Er wurde auf dem halleschen Stadtgottesacker bestattet. Sein Grab befindet sich im Gruftbogen 69, Grabinschriften sind nicht mehr erhalten.
Heinrich Ernst Güte heiratete 1797 Friederike Christiane Wilhelmine Stoppelburg. Ihr gemeinsamer Sohn war Johann Ernst Theodor Güte.

## Werke (Auswahl)
- Kurze Übersicht der vorzüglichsten Materien, welche in der Pastoraltheologie Erläuterung verdienen. 1804
- Einleitung in die Psalmen. 1803
- Anfangsgründe der hebräischen Sprache. 1791
- J.C. Steindorfs hebräische Grammatik. (3. Auflage, völlig umgearbeitet zum bequemen Gebrauch für Schulen) 1790
- Entwurf zur Einleitung ins alte Testament. 1787
- Christian G. Strunsee’s neue Übersetzung der Psalmen, Sprüche Salomonis und Klaggesänge Jeremiä nach dem hebräischen Text. 1783